# Abdulla Abdullaev
Abdulla Kakhramonjon Abdullayev, meglio noto come Abdulla Abdullaev (Kurgontepa, 1º settembre 1997), è un calciatore uzbeko, centrocampista del Paxtakor e della nazionale uzbeka.

## Carriera

### Club
Esordisce come professionista in Uzbekistan con la maglia del Sementchi nel 2016. Dal 2017 al 2022 gioca nella O'zbekiston Superligasi, prima con la maglia del Bunyodkor e poi con quella del AGMK Olmaliq.
Nel settembre 2023 lascia per la prima volta l'Uzbekistan, venendo acquistato per circa 200.000 dollari dalla squadra degli Emirati Arabi Uniti, militante nella UAE Arabian Gulf League, del Khor Fakkan.

### Nazionale
Dopo aver giocato sia con la Nazionale Under-20 che con la Nazionale Under-23, Abdulla ha fatto il suo esordio con la Nazionale di calcio dell'Uzbekistan il 5 settembre 2021 in una partita amichevole giocata contro la Svezia.
Nel dicembre 2023 è stato convocato dalla nazionale maggiore per la Coppa d'Asia 2023, dove è sceso in campo in due occasioni.